# Rhaphuma histrio
Rhaphuma histrio är en skalbaggsart som först beskrevs av Louis Alexandre Auguste Chevrolat 1863.  Rhaphuma histrio ingår i släktet Rhaphuma och familjen långhorningar. Inga underarter finns listade i Catalogue of Life.